# Jean Bosco Nsengimana
Jean Bosco Nsengimana (4 de novembre de 1993) és un ciclista ruandès. Competeix principalment a les proves de l'UCI Àfrica Tour.

## Palmarès
- 2015
  - 1r al Tour de Ruanda i vencedor de 3 etapes
- 2016
  - Vencedor d'una etapa al Tour del Camerun
  - Vencedor d'una etapa al Gran Premi Chantal Biya
- 2017
  - Vencedor d'una etapa al Tour de Ruanda